# Бермудес Дмитро Валерійович
Дмитро Валерійович Бермудес (нар. 11 серпня 1980, м. Суми) — український футболіст, срібний призер Всесвітньої Універсіади в м. Пекін (Китай), майстер спорту міжнародного класу України з футболу. Грав на позиції півзахисника, найбільш відомий за виступами за харківський «Металіст», охтирський «Нафтовик» і низку сумських клубів. З 2014 року — тренер-викладач ФЦ «Барса».

## Навчання
Закінчив Сумський державний педагогічний університет імені А. С. Макаренка за спеціальністю «Фізичне виховання та методика спортивно-масової роботи, туристична робота».

## Кар'єра
Вихованець ДЮСШ СК «Фрунзенець» (Суми). Тренер — Валерій Бермудес.
Виступав за команди: «Віктор» (Запоріжжя), «Динамо-2» та «Динамо-3» (Київ), «Нафтовик» (Охтирка), «Явір» (Суми), «Закарпаття» (Ужгород), «Металіст» (Харків), «Спартак-Горобина» (Суми), «Комунальник» Луганськ, «Арсенал-Київщина» Біла Церква, ФК «Суми», «Шахтар» (Свердловськ).

#### Клубна статистика
| Клуб                                     | Сезон                 | Ліга | Ліга | Кубок | Кубок | Разом | Разом |
| Клуб                                     | Сезон                 | Ігри | Голи | Ігри  | Голи  | Ігри  | Голи  |
| ---------------------------------------- | --------------------- | ---- | ---- | ----- | ----- | ----- | ----- |
| Віктор (Запоріжжя)                       | 1995/1996 (2-а ліга)  | 3    | 0    | -     | -     | 3     | 0     |
| Віктор (Запоріжжя)                       | 1996/1997 (2-а ліга)  | 6    | 1    | 2     | 0     | 8     | 1     |
| Віктор (Запоріжжя)                       | Разом                 | 9    | 1    | 2     | 0     | 11    | 1     |
| «Динамо-2» Київ                          | 1997/1998 (1-а ліга)  | 2    | 0    | —     | —     | 2     | 0     |
| «Динамо-2» Київ                          | 1998/1999 (1-а ліга)  | -    | -    | 1     | 0     | 1     | 0     |
| «Динамо-2» Київ                          | Разом                 | 2    | 0    | 1     | 0     | 3     | 0     |
| «Динамо-3» Київ                          | 1997/1998 (2-а ліга)  | 15   | 1    | 5     | 1     | 20    | 2     |
| «Динамо-3» Київ                          | 1998/1999 (2-а ліга)  | 8    | 0    | -     | -     | 8     | 0     |
| «Динамо-3» Київ                          | Разом                 | 23   | 1    | 5     | 1     | 28    | 2     |
| «Нафтовик» Охтирка                       | 1998/1999 (1-а ліга)  | 18   | 0    | -     | -     | 18    | 0     |
| «Нафтовик» Охтирка                       | 2000–2001 (2-а ліга)  | 11   | 4    | -     | -     | 11    | 4     |
| «Нафтовик» Охтирка                       | 2004–2005 (1-а ліга)  | 11   | 2    | -     | -     | 11    | 2     |
| «Нафтовик» Охтирка                       | 2005–2006 (1-а ліга)  | 21   | 5    | 1     | 1     | 22    | 6     |
| «Нафтовик» Охтирка                       | 2006–2007 (1-а ліга)  | 12   | 1    | 1     | 0     | 13    | 1     |
| «Нафтовик» Охтирка                       | Разом                 | 73   | 12   | 2     | 1     | 75    | 13    |
| «Явір-Суми» Суми                         | 1999–2000 (1-а ліга)  | 29   | 7    | 1     | 0     | 30    | 7     |
| «Явір-Суми» Суми                         | Разом                 | 29   | 7    | 1     | 0     | 30    | 7     |
| «Закарпаття» Ужгород                     | 1999–2000 (1-а ліга)  | 17   | 0    | -     | -     | 17    | 0     |
| «Закарпаття» Ужгород                     | Разом                 | 17   | 0    | —     | —     | 17    | 0     |
| «Металіст» Харків                        | 2001–2002 (Вища ліга) | 8    | 2    | 3     | 0     | 11    | 2     |
| «Металіст» Харків                        | 2002–2003 (Вища ліга) | 19   | 3    | 1     | 0     | 20    | 3     |
| «Металіст» Харків                        | Разом                 | 27   | 5    | 4     | 0     | 31    | 5     |
| «Металіст-2» Харків                      | 2001–2002 (2-а ліга)  | 9    | 1    | -     | -     | 9     | 1     |
| «Металіст-2» Харків                      | Разом                 | 9    | 1    | —     | —     | 9     | 1     |
| «Спартак-Горобина» Суми / ФК «Суми» Суми | 2003–2004 (1-а ліга)  | 24   | 4    | -     | -     | 24    | 4     |
| «Спартак-Горобина» Суми / ФК «Суми» Суми | 2004–2005 (1-а ліга)  | 2    | 0    | 1     | 0     | 3     | 0     |
| «Спартак-Горобина» Суми / ФК «Суми» Суми | 2008–2009 (2-а ліга)  | 8    | 0    | -     | -     | 8     | 0     |
| «Спартак-Горобина» Суми / ФК «Суми» Суми | 2009–2010 (2-а ліга)  | 18   | 7    | 2     | 0     | 20    | 7     |
| «Спартак-Горобина» Суми / ФК «Суми» Суми | 2010–2011 (2-а ліга)  | 3    | 0    | -     | -     | 3     | 0     |
| «Спартак-Горобина» Суми / ФК «Суми» Суми | Разом                 | 55   | 11   | 3     | 0     | 58    | 11    |
| Комунальник" Луганськ                    | 2007–2008 (2-а ліга)  | 10   | 3    | -     | -     | 10    | 3     |
| Комунальник" Луганськ                    | Разом                 | 10   | 3    | —     | —     | 10    | 3     |
| «Арсенал» Біла Церква                    | 2007–2008 (2-а ліга)  | 8    | 2    | -     | -     | 8     | 2     |
| «Арсенал» Біла Церква                    | Разом                 | 8    | 2    | —     | —     | 8     | 2     |
| «Шахтар» Свердловськ                     | 2010–2011 (2-а ліга)  | 5    | 1    | -     | -     | 5     | 1     |
| «Шахтар» Свердловськ                     | 2011–2012 (2-а ліга)  | 22   | 8    | 2     | 1     | 24    | 9     |
| «Шахтар» Свердловськ                     | Разом                 | 27   | 9    | 2     | 1     | 29    | 10    |
| Всього за кар'єу                         | Всього за кар'єу      | 289  | 52   | 20    | 3     | 309   | 55    |

Гравець національної молодіжної збірної команди України (U-16, U-18), у складі якої став учасником фінальної частини Чемпіонату Європи в Німеччині (1997 р.)
Гравець національної студентської збірної команди України (2001 р., 2003 р.)

## Досягнення
- Срібний призер Всесвітньої Універсіади в м. Пекін (Китай)[1]